# Colton (Califórnia)
Colton é uma cidade localizada no estado americano da Califórnia, no Condado de San Bernardino. Foi incorporada em 11 de julho de 1887.

## Geografia
De acordo com o United States Census Bureau, a cidade tem uma área de 41,5 km², onde 39,7 km² estão cobertos por terra e 1,9 km² por água.

### Localidades na vizinhança
O diagrama seguinte representa as localidades num raio de 8 km ao redor de Colton.

## Demografia
Segundo o censo nacional de 2010, a sua população é de 52 154 habitantes e sua densidade populacional é de 1 314,41 hab/km². Possui 16 350 residências, que resulta em uma densidade de 412,06 residências/km².